# Georg Stempfer
Georg Stempfer (* 14. November 1887 in St. Johann am Walde, Oberösterreich; † 29. März 1936 in Ried im Innkreis) war ein österreichischer Politiker der Christlichsozialen Partei (CSP).

## Ausbildung und Beruf
Nach dem Besuch der Volksschule ging er an ein Gymnasium und studierte danach Theologie. Er wurde Priester und Religionslehrer. Er war Herausgeber der „Oberösterreichischen Arbeiterzeitung“ und des „Landarbeiterboten“ und auch Sekretär des christlichen Landarbeiterbundes.

## Politische Funktionen
- Mitglied des Linzer Gemeinderates

## Politische Mandate
- 10. November 1920 bis 20. November 1923: Mitglied des Nationalrates (I. Gesetzgebungsperiode), CSP
- 19. März 1924 bis 28. September 1925: Mitglied des Nationalrates (II. Gesetzgebungsperiode), CSP